# 吳希賢
吳希賢（1437年—？），字希賢，福建興化府莆田縣人，明朝政治人物。進士出身。

## 生平
福建鄉試第三十二名。天順八年（1464年）甲申科會試第四十五名，殿試登進士第三甲第一百五十八名。

## 家族
曾祖父吳富。祖父吳洪。父亲吳熊。